# Muinho
Muinho, ou Moinho, é um bairro angolano da cidade de Moçâmedes‎, a capital da província de Namibe.